# Beardsley (Minnesota)
Pour les articles homonymes, voir Beardsley.
Beardsley est une ville du comté de Big Stone dans le Minnesota, aux États-Unis. Elle fut nommée ainsi en l'honneur de son fondateur, W. W. Beardsley.